# Alberta von Maytner

Alberta von Maytner

Signatur von Alberta von Maytner unter ihrem Pseudonym Margarethe Halm

Alberta von Maytner, geb. Wilhelm, verw. Kestranek (* 8. April 1835 in Neu-Sandez; † 14. Juli 1898 in Wien) war eine österreichische Schriftstellerin. Sie veröffentlichte auch unter den Pseudonymen Margarethe Halm, A. v. Sandec und Paul Andow.

## Leben
Alberta Wilhelm wurde als Tochter des späteren Landesschulrats Andreas Ritter von Wilhelm († 1887) in Neu-Sandez am Fuß der Karpaten geboren, wo sie auch ihre ersten Kinderjahre verbrachte. Später zog die Familie nach Tarnów. Hier besuchte sie eine polnisch-französische Schule, bevor die Familie nach Troppau umzog. In Troppau wurde sie auch in Deutsch unterrichtet.
Im Jahr 1855 heiratete sie den k.k. Artillerieleutnant Peter Kestřanek; der Ehe entstammten zwei Kinder, darunter Paul Kestřanek. Ihr Mann Peter Kestřanek verstarb bereits 1858, sodass Maytner mit ihren Kindern zu ihren Eltern nach Krakau zog. Die zweite Ehe, ab 1860 mit dem k.k. Artillerieleutnant und späteren Generalmajor Josef von Maytner (1836–1914), endete 1865 mit der Trennung; die Scheidung wurde offiziell 1878 bekanntgegeben. Maytner ging als inzwischen dreifache Mutter erneut zu ihren Eltern zurück, die sich in Brünn niedergelassen hatten. Sie zog mit ihnen später nach Graz, wo sie zu schreiben begann. Zu dieser Zeit stand sie mit zahlreichen Schriftstellern des Naturalismus, wie Hermann Conradi (1862–1890), in Briefkontakt und wurde ihnen „eine frühe Leitfigur“. In den Jahren 1886 und 1887 verstarben ihr jüngster Sohn und ihr Vater – „zwei Verluste, die sie auf das schwerste trafen und für lange Zeit der Welt entfremdeten.“

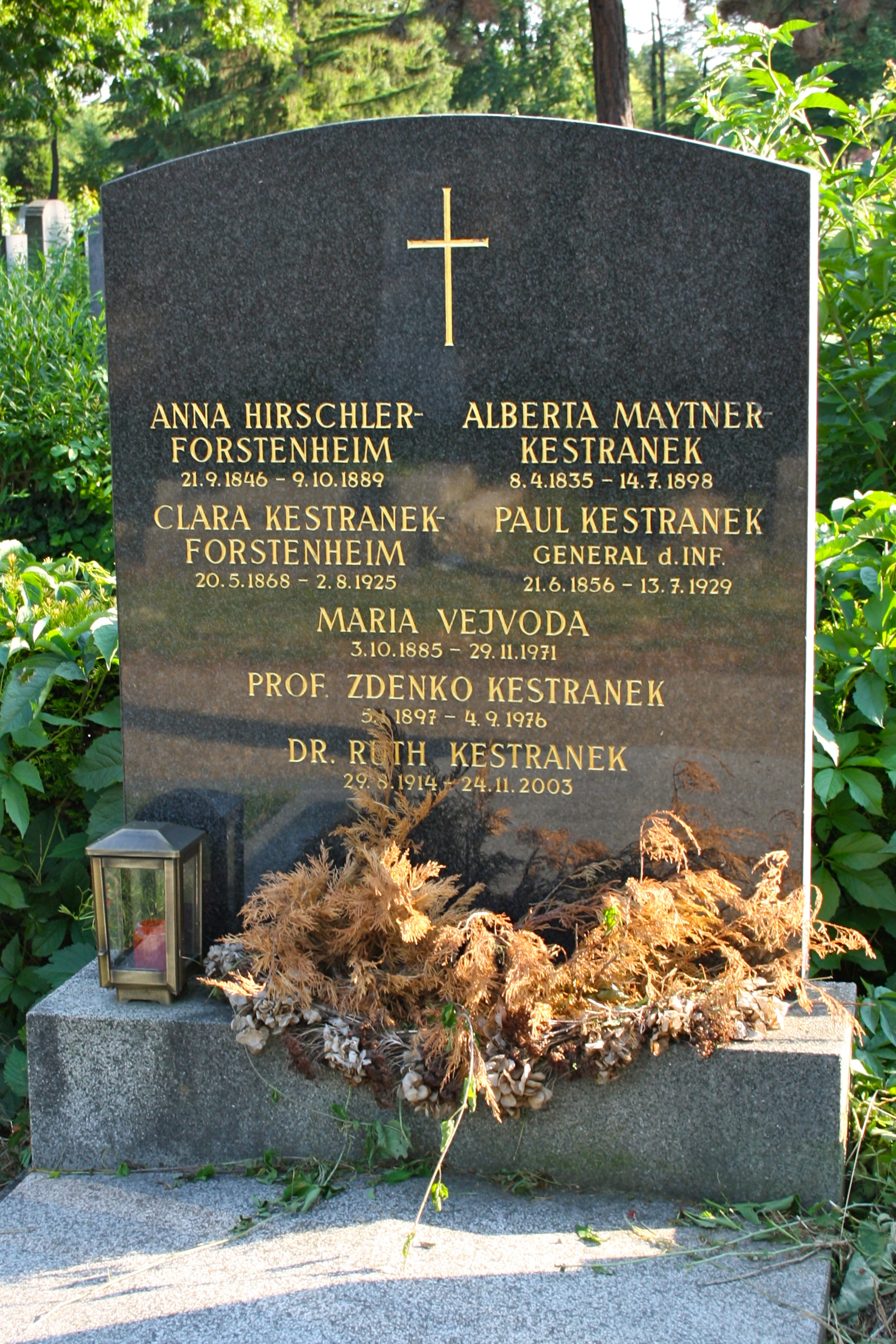
Grab von Alberta von Maytner

Kurz nach 1887 zog Maytner nach Wien (letzte Wohnadresse: Wien-Währing, Türkenschanzstraße 3), wo sie erneut zu schreiben begann und 1898 nach langem und schwerem Leiden verstarb. Alberta von Maytner ist seit 17. September 1971 auf dem Wiener Zentralfriedhof letztbestattet (Gruppe 3, Reihe 2, Nummer 87A).

## Werke
- Frauenblätter. (Periodikum, 1871/72)
- Wetterleuchten. Skizzen und Essays. Hartknoch, Leipzig 1877.
- Aus der Dornenhecke. Metaphysische Gedichte von Margarethe Halm. Heinze, Dresden (1882)
- Auf stillen Höhen (Roman, 1885)[5]
- Ein weiblicher Prometheus. Liebesroman aus der Gegenwart. Von Margarethe Halm. 3 Teile. Cöthen, Leipzig 1885.
- Das Spottgedicht. Lustspiel in einem Akt. Hausbuch-Verlag, Nordhausen 1889.
- Frau Holdings Herz. Die Geschichte einer Familie. Roman. Pierson, Dresden/Leipzig  1895.
- Vom Baum des Lebens. Fantasien einer Idealistin. Literarische Anstalt, Leipzig 1896.
- Die Liebe des Übermenschen. Ein neues Lebensgesetz. Briefe an einen Freund. Von Margarethe Halm. Spohr, Leipzig 1897.